# Lescar
Lescar – miejscowość i gmina we Francji, w regionie Nowa Akwitania, w departamencie Pireneje Atlantyckie.
Według danych na rok 1990 gminę zamieszkiwały 5793 osoby, a gęstość zaludnienia wynosiła 219 osób/km² (wśród 2290 gmin Akwitanii Lescar plasuje się na 70. miejscu pod względem liczby ludności, natomiast pod względem powierzchni na miejscu 339.).